# نوغاب افضل‌آباد
نوغاب افضل آباد روستایی است در دهستان فشارود از توابع بخش مرکزی شهرستان بیرجند، واقع در استان خراسان جنوبی که بر پایه سرشماری عمومی نفوس و مسکن در سال ۱۳۹۵ جمعیت این آبادی ۱۴۶ نفر (در ۵۶ خانوار) بوده‌است.
جناب آقای محمد بنی اسدی ازافراد سرشناس آن منطقه می باشد.